# Foulehaio carunculatus
Papa-mel-polinésio ou papa-mel-carunculado-polinésio (Foulehaio carunculatus)é uma espécie de ave da família Meliphagidae. É a única espécie do género Foulehaio.
Pode ser encontrada nos seguintes países: Samoa Americana, Fiji, Samoa, Tonga e Wallis e Futuna Islands.
Os seus habitats naturais são: florestas subtropicais ou tropicais húmidas de baixa altitude, florestas de mangal tropicais ou subtropicais e regiões subtropicais ou tropicais húmidas de alta altitude.